# Landesinitiative StadtBauKultur NRW
Die Landesinitiative StadtBauKultur NRW 2020 ist eine partnerschaftliche Initiative des Landes Nordrhein-Westfalen mit Berufsverbänden und Institutionen aus den Bereichen Architektur, Ingenieurwesen, Innenarchitektur, Landschaftsarchitektur, Forschung, Wohnungswirtschaft, Einzelhandel, Kunst u. a. Ziel der Landesinitiative StadtBauKultur NRW 2020 ist es, Fachleuten, Entscheidungsträgern und Laien mehr Bewusstsein für die Baukultur des Landes Nordrhein-Westfalen zu vermitteln. Sie wird durch das Land Nordrhein-Westfalen finanziert und verfolgt ausschließlich gemeinnützige Zwecke.

## Geschichte
Die Organisation wurde 2001 gegründet, als erste Institution ihrer Art in Deutschland. Sie wurde auf zehn Jahre angelegt, um den Strukturwandel in Nordrhein-Westfalen durch eine Kampagne für gutes Planen und Bauen zu unterstützen. 2011 wurde beschlossen, die Landesinitiative für eine weitere Dekade fortzuführen und fortzuentwickeln. Seit Beginn des Jahres 2020 firmiert die Initiative als Baukultur Nordrhein-Westfalen.

## Organisation
Die Organisation setzt sich zusammen aus dem Verein StadtBauKultur NRW und dem M:AI – Museum für Architektur und Ingenieurkunst in Nordrhein-Westfalen.

## Weblink
- baukultur.nrw